# Viadanica
Viadanica (lombardul: Idànga) település Olaszországban, Lombardia régióban, Bergamo megyében. Lakosainak száma 1123 fő (2023. január 1.). Viadanica Vigolo, Sarnico, Villongo, Adrara San Martino és Predore községekkel határos.

## Népesség
A település lakossága az elmúlt években az alábbi módon változott:
| Lakosok száma | 1127 | 1135 | 1123 |
|               | 2017 | 2018 | 2023 |